# Colmar Freiherr von der Goltz
Wilhelm Leopold Colmar Freiherr von der Goltz (12 tháng 8 năm 1843 – 19 tháng 4 năm 1916), còn được biết đến như là Goltz Pasha, là một Thống chế của Phổ, Đế quốc Đức và Ottoman, đồng thời là nhà lý luận quân sự rất được tôn trọng và có ảnh hưởng.
Von der Goltz đã tham gia chiến đấu trong cuộc Chiến tranh Áo-Phổ năm 1866 và Chiến tranh Pháp-Đức (1870 – 1871). Về sau, ông được bổ nhiệm làm giáo sư trường quân sự Potsdam,, và trở thành một trong những tác giả quân sự viết nhiều nhất trong thời đại của ông. Trong các tác phẩm của mình, Goltz đã báo trước về chiến tranh nhân dân hiện đại và chiến lược ra tay trước. Nhận thấy rắc rối do mâu thuẫn giữa lý luận của ông với bộ máy quân sự Phổ, vào năm 1883, Von der Goltz đã thỉnh cầu chuyển ông sang quân đội Thổ Ottoman, mà Đức đang huấn luyện. Viên sĩ quan năng nổ đã bắt đầu cải cách quân lực Ottoman vốn vừa bị đánh bại trong cuộc chiến với Nga. Vào năm 1896, Goltz trở lại quân ngũ Phổ, được phong cấp Thống chế vào năm 1911 và nghỉ hưu vào năm 1913.
Trong cuộc Chiến tranh thế giới thứ nhất, Goltz được bổ nhiệm làm Thống đốc quân sự của Bỉ bị chiếm đóng, sau đó trở thành sĩ quan phụ tá của Sultan Thổ. Năm 1915, ông chỉ huy một Tập đoàn quân Thổ tại Lưỡng Hà, và bao vây quân Anh ở Kutz. Năm 1916, ông từ trần trước khi Kut thất thủ.

## Sự nghiệp quân sự
Goltz đã chào đời tại Bielkenfeld, Đông Phổ (sau đổi tên thành Goltzhausen; ngày nay là Ivanovka, ở Polessk, tỉnh Kaliningrad của Nga), trong một gia đình quý tộc đã sa sút. Ông sinh trưởng tại thái ấp Fabiansfelde gần Preußisch Eylau, mà cha ông đã mua vào năm 1844. Cha đã phục vụ Quân đội Phổ trong khoảng 19 năm mà không hề vượt được qua cấp trung úy, và những nỗ lực trồng trọt của ông cũng nhận thất bại tương tự. Về sau, ông qua đời do bệnh dịch tả trong một chuyến đi đến Danzig (ngày nay là Gdańsk) khi Colmar mới 6 tuổi.
Goltz đã gia nhập lực lượng bộ binh Phổ năm 1861 với quân hàm thiếu úy trong Trung đoàn Bộ binh số 41 (Đông Phổ số 5), đóng quân ở Königsberg (Kaliningrad ngày nay). Vào năm 1864 tại Thorn (Toruń), sau đó ông tham gia Học viện Quân sự Berlin, nhưng tạm thời rút lui vào năm 1866 để phục vụ quân đội trong cuộc Chiến tranh Áo-Phổ. Trong cuộc chiến này, ông bị thương tại Trautenau. Vào năm 1867, ông gia nhập Cục Đo đạc địa hình của Bộ Tổng tham mưu, và khi cuộc Chiến tranh Pháp-Đức (1870 – 1871), ông gia nhập bộ tham mưu của Hoàng thân Friedric Karl, tướng tư lệnh của Binh đoàn thứ hai của Phổ. Ông đã tham chiến trong các trận đánh tại Vionville và Gravelotte, và trong cuộc vây hãm Metz. Sau khi Metz thất thủ, ông phụng sự dưới quyền Hoàng tử Đỏ trong chiến dịch sông Loire, tham gia trong các trận đánh tại Orléans và Le Mans.
Goltz đã được bổ nhiệm làm giáo sư tại trường quân sự ở Potsdam vào năm 1871, được phong quân hàm Đại úy, và được vào một chân trong Cục Sử học Bộ Tổng tham mưu. Chính trong giai đoạn này, ông đã viết Die Operationen der II. Armee bis zur Capitulation von Metz (Các chiến dịch của Binh đoàn thứ hai đến khi Metz đầu hàng) và Die Sieben Tage von Le Mans (Bảy ngày tại Le Mans), đều được xuất bản vào năm 1873. Năm 1874, ông được bổ nhiệm làm sĩ quan tham mưu trưởng thứ nhất (Ia) của Sư đoàn số 6, và trong khi giữ cương vị này ông viết Die Operationen der II. Armee an der Loire (Các chiến dịch của Binh đoàn thứ hai trên sông Loire, xuất bản năm 1875) và Léon Gambetta und seine Armeen (Léon Gambetta và các đạo quản của mình, xuất bản năm 1877). Tác phẩm Léon Gambetta und seine Armeen cũng được dịch sang tiếng Pháp vào năm 1877, và nhiều sử gia xem đây là tác phẩm lý luận quân sự độc đáo nhất của ông.
Goltz đã nhấn mạnh rằng, bất chấp chiến thắng nhanh chóng ban đầu của quân đội Đức trước Đế chế Pháp trong trận Sedan, nền Cộng hòa Pháp mới được thành lập đã động viên được tinh thần dân chúng để tiến hành một Volkskrieg ("Chiến tranh Nhân dân") kéo dài cuộc Chiến tranh Pháp-Đức thêm vài tháng nữa (Cuộc vây hãm Paris, chiến dịch sông Loire và các hoạt động du kích đằng sau chiến tuyến của quân Đức, trong đó riêng quân du kích Pháp đã kìm hãm 20% binh lực của Đức). Từ đó, ông kết luận rằng trong bất kỳ cuộc chiến tranh nào trương tương lại, dự đoán về một thắng lợi nhanh gọn trước Pháp là viễn vông. Các quan điểm mà Goltz bày tỏ trong Léon Gambetta und seine Armeen đã khiến cho những người có thế lực không ưa chuộng ông và dẫn đến việc ông bị điều về phục vụ ở cấp trung đoàn trong một thời gian, nhưng không lâu sau đó ông trở lại Cục Lịch sử Quân sự. Vào năm 1878, Goltz được bổ nhiệm làm giảng viên lịch sử quân sự tại học viện quân sự ở Berlin, giữ chức vụ này trong vòng 5 năm và được thăng quân hàm Thiếu tá. Vào năm 1883, ông cho ra mắt Roßbach und Jena (một ấn bản mới và đã duyệt lại, Von Rossbach bis Jena und Auerstadt, 1906), Das Volk in Waffen (Cả nước vũ trang) – cả hai đều trở thành những tác phẩm kinh điển, và trong thời gian cư ngụ của mình tại Berlin ông đã đăng nhiều bài báo trên các tạp chí quân sự.

## Phục vụ tại Đế quốc Ottoman
Sau thất bại trong cuộc Chiến tranh Nga-Thổ Nhĩ Kỳ (1877–1878), Abdul Hamid II, Sultan của Đế quốc Ottoman, đã thỉnh cầu sự hỗ trợ của Đức trong việc tái cấu trúc Quân đội Ottoman, để họ có khả năng kháng cự sự bành trướng của Đế quốc Nga trong tương lai. Nhận thấy mâu thuẫn giữa ông với những nhân vật cấp cao do các lý luận của mình, Nam tước Von der Goltz đã xin sang Thổ. Ông thực hiện nhiệm vụ của mình ở Thổ trong vòng 12 năm và khoảng thời gian này đã cung cấp tài liệu cho một số tác phẩm của ông về sau. Sau một vài năm phục vụ ở Thổ, ông được phong chức Pasha (Tướng, Đại nhân) và đây là một danh dự đặc biệt đối với một người không theo đạo Hồi ở Thổ Nhĩ Kỳ. Vào năm 1895, ngay trước khi ông trở về Đức, ông được phong cấp Thống chế (Mushir). Thành công của những cải thiện đáng kể của ông đối với quân đội Ottoman đã được thể hiện trong cuộc Chiến tranh Hy Lạp-Thổ Nhĩ Kỳ (1897). Trong cuộc chiến này, quân Thổ chỉ dừng chân trước ngưỡng cửa của Athena khi Nga hoàng Nikolai II của Nga hăm dọa sẽ tấn công Đế quốc Ottoman từ phía Đông Tiểu Á nếu như Sultan Ottoman không chịu chấm dứt chiến dịch tấn công Hy Lạp của mình.
Khi trở về nước Đức vào năm 1896, ông lên chức Trung tướng và được bổ nhiệm làm tư lệnh Sư đoàn số 5, và vào năm 1898, ông được bổ nhiệm làm chỉ huy trưởng Quân đoàn Công binh đồng thời là tướng thanh tra của hệ thống công sự. Vào năm 1900, ông được thăng cấp Thượng tướng Bộ binh và vào năm 1902 ông là tư lệnh của Quân đoàn I. Sau một thời gian chỉ huy Quân đoàn I với uy tín lớn, vào năm 1907, ông được bổ nhiệm làm cục trưởng của cục thanh tra quân đội VI mới được thành lập tại Berlin, và vào năm 1908, ông lên quân hàm Thượng tướng (Generaloberst). Sau các cuộc thao duyệt năm 1911, Goltz được phong cấp Thống chế (Generalfeldmarschall), và nghỉ hưu vào năm 1913. Vào năm 1911, ông sáng lập Jungdeutschlandbund (Liên hiệp Thiếu niên Đức), một tổ chức ô dù của các đoàn thể thiếu niên Đức cánh hữu.

### Được triệu hồi: Chiến tranh thế giới thứ nhất

#### Phục vụ cho Đức (1914–1915)

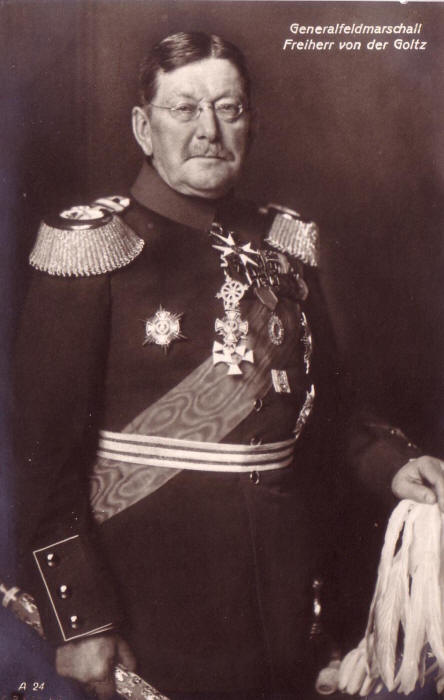
Chân dung Thống chế Goltz

Khi cuộc Chiến tranh thế giới thứ nhất bùng nổ, ông được gọi trở lại thực hiện nhiệm vụ và được bổ nhiệm làm Thống đốc quân sự của Bỉ. Trên cương vị này, ông đã thẳng tay trấn áp những gì còn lại của cuộc kháng cự của người Bỉ trước sự chiếm đóng của Đức, nhất là các hoạt động bắn tỉa hoặc phá hủy tuyến đường sắt và điện báo.
Như Martin Gilbert đề cập trong The First World War (Đại chiến thế giới thứ nhất), vị tân thống đốc Goltz tuyên bố: "Chiến tranh đòi hỏi gay gắt rằng việc trừng phạt các hành động thù địch không chỉ nhằm vào bọn tội phạm, mà còn phải nhằm vào dân thường nữa". Vào ngày 5 tháng 10, ông còn tuyên bố dứt khoát hơn: "Trong tương lai, [người dân] các ngôi làng lân cận những nơi tuyến đường sắt và điện báo bị phá hoại phải bị trừng phạt mà không chút thương xót (dù là họ có thực hiện các hành vi bị tình nghi hay là không). Với phương thức này, con tin đã bị bắt ở mọi ngôi làng gần các tuyến đường sắt bị đe dọa bởi các cuộc tấn công như vậy. Sau một âm mưu đầu tiên nhằm phá hủy các tuyến đường sắt, điện báo và điện thoại, họ sẽ bị bắn bỏ ngay lập tức."
Các hành động của Goltz được tán dương bởi Adolf Hitler, người đã liên hệ những hành động tội ác của Đức Quốc xã ở Đông Âu với chính sách chiếm đóng Bỉ của Đức trong Chiến tranh thé giới thứ nhất.
| “ | Đế chế cũ đã hiểu lối hành xử cứng rắn tại những khu vực bị chiếm đóng. Ấy là cách mà Nam tước Von der Goltz trừng phạt các âm mưu phá hoại đường sắt tại Bỉ. Ông ra lệnh cho đốt mọi ngôi làng trong phạm vi vài km, sau khi đã bắn chết mọi thị trưởng, bắt giam mọi nam giới, và buộc mọi phụ nữ và trẻ em di tản. | ” |

#### Phục vụ cho Ottoman (1915-1916)
Không lâu sau đó, Goltz từ chức Thống đốc quân sự Bỉ và trở thành một sĩ quan hầu cận của Sultan (thực chất là bù nhìn) Mehmed V. Nam tước von der Goltz không thân hữu với người đứng đầu phái đoàn Đức đến Thổ Nhĩ Kỳ, Otto Liman von Sanders, và ông cũng không được lòng người nắm thực quyền trong Chính phủ Ottoman, Enver Pasha.
Mặc dù không ưa gì nhau, giữa tháng 10 năm 1915, trước bước tiến của quân Anh dưới quyền tướng Townshend về Bagdad, Enver Pasha bổ nhiệm cho Goltz làm tư lệnh của Tập đoàn quân số 5 (xem bài Chiến dịch Lưỡng Hà). Nam tước von der Goltz đã chỉ huy quân Thổ trong trận Ctesiphon - một cuộc chiến bất phân thắng bại, trong đó cả hai bên đều rút lui. Tuy nhiêm, trước sự triệt thoái của quân Anh, Goltz đã thúc quân quay lại vì truy đuổi đối phương xuống phía sông Tigris. Khi Townshend dừng chân tại Kutz, Goltz đã tiến hành vây hãm vị trí của quân Anh (xem bài Cuộc vây hãm Kut). Rất giống với các binh đoàn của Julius Caesar trong trận Alesia, Tập đoàn quân số 6 của Thổ Nhĩ Kỳ do Halil Kut Pasha phải đẩy lùi một nỗ lực lớn của quân Anh để giải vây cho đội quân đồn trú tại Kut trong khi cuộc vây hãm tiếp diễn. Để cứu viện cho Kutz, quân đội Anh đã phát động 3 đợt tấn công nhưng đều bị quân Thổ bẻ gãy, với thiệt hại tổng cộng là 23.000 quân Anh. Các trận đánh này bao gồm Trận Wadi, Trận Hanna và Trận Dujaila.

## Vụ diệt chủng người Armenia
Trong chiến dịch năm 1915 của quân Nga ở phía Đông Tiểu Á, các sĩ quan Đức đã đề nghị tiến hành trục xuất có lựa chọn dân địa phương Armenia ở phía Đông Tiểu Á, nếu bước tiến của quân Nga làm khơi mào một cuộc nổi dậy. Khi Enver Pasha ban cho Goltz những mệnh lệnh này, Goltz tán đồng vì đây là sự cần thiết quân sự. Theo ghi nhận của một sử gia, "Những hành động về sau này của Goltz nhằm ngăn chặn các cuộc trục xuất chứng tỏ ông không chắc là đã hiểu được ý nghĩa rộng lớn hơn của nó." Vào tháng 12 năm 1915, Goltz trực tiếp can thiệp, đe dọa từ chức chỉ huy của mình nếu các cuộc trục xuất không được chấm dứt. Hành động này cho thấy danh tiếng và địa vị cao của Goltz tại Đế quốc Ottoman, qua đó, với tư cách là một sĩ quan quân sự nước ngoài, ông có thể ảnh hưởng (mặc dù ngắn hạn) đến chính sách đối nội của Thổ. Tuy nhiên, sự phản kháng của ông chỉ đem lại được một sự trì hoãn tạm thời, và sự trì hoãn này chỉ diễn ra ở Lưỡng Hà khi ấy. Tình hình cho thấy là hầu như chưa từng có người quân nhân nào từ chức trong thời gian chiến tranh, và cuối cùng Goltz đã không làm thế.

## Qua đời

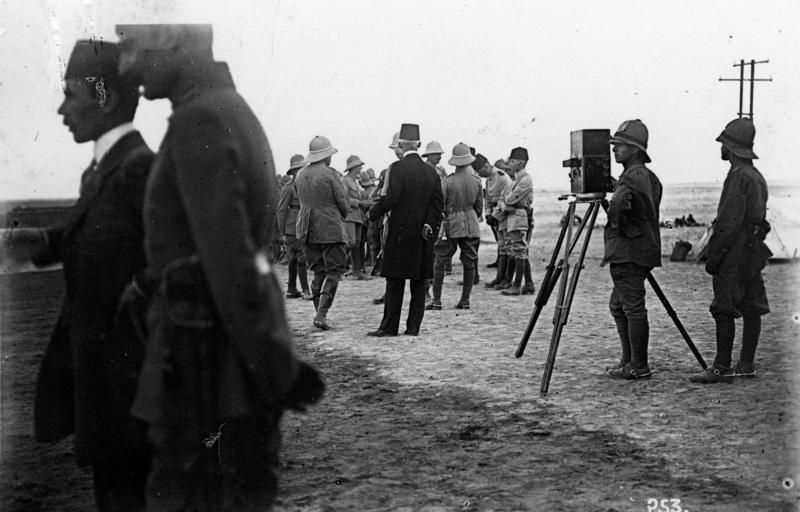
Ras al-Ain (Syria), gần sông Euphrates (khi ấy ở cuối Đường sắt Bagdad), tháng 5 năm 1916: Các sĩ quan Đức trong Phái đoàn đặc biệt Palestine đang chờ linh cữu Goltz-Pasha được đưa đến.

Goltz-Psha đã từ trần vào ngày 19 tháng 4 năm 1916, tại Bagdad, chỉ 2 tuần trước khi quân đồn trú Anh ở Kut đầu hàng. Nguyên nhân chính thức của cái chết của ông là do bị sốt phát ban, mặc dù một số người cho rằng ông bị người Thổ đầu độc. Để thực hiện theo ước nguyện của ông, người ta đã chôn cất ông ở khu đất của Tòa lãnh sư Đức tại Tarabya, Istanbul, nhìn ra eo biển Bosporus. Thật ngẫu nhiên, một năm sau tướng Frederick Stanley Maude của Anh cũng mất tại ngôi nhà nơi Goltz qua đời.

## Sự nghiệp lý luận
Kể từ thập niên 1870 cho đến Chiến tranh thế giới thứ nhất, các công trình nghiên cứu của Nam tước Von der Goltz được các lãnh đạo quân sự Anh và Mỹ đọc nhiều hơn Clausewitz. Bên cạnh nhiều đóng góp của ông đối với các tạp chí quân sự xuất bản định kỳ, ông viết Kriegführung (1895), sau này được đặt tên là Krieg und Heerführung, 1901 (Việc tiến hành chiến tranh); Der Thessalische Krieg (Cuộc chiến ở Hy Lạp, 1898); Ein Ausflug nach Macedonien (1894) (Hành trình xuyên Macedonia); Anatolische Ausflüge (1896) (Những chuyến đi Tiểu Á); một bản đồ và ghi chép và vùng lân cận Constantinopolis; Von Jena bis Pr. Eylau (1907) (Từ Jena đến Eylau).

## Một số tác phẩm
- Feldzug 1870-71. Die Operationen der II. Armee. Berlin, 1873.
- Angeline. Stuttgart, 1877.
- Leon Gambetta und seine Armee. Berlin, 1877.
- Rossbach und Jena. Studien über die Zustände und das geistige Leben der preußischen Armee während der Uebergangszeit von XVIII. zum XIX. Jahrhundert. Berlin, 1883.
- Das Volk in Waffen, ein Buch über Heerwesen und Kriegführung unserer Zeit. Berlin, 1883.
- Ein Ausflug nach Macedonien. Berlin, 1894.
- Kriegführung. Kurze Lehre ihrer wichtigsten Grundsätze und Formen. Berlin, 1895.
- Anatolische Ausflüge, Reisebilder von Colmar Freiherr v. d. Goltz; mit 37 Bildern und 18 Karten. Berlin, 1896.
- Krieg- und Heerführung. Berlin, 1901.
- Von Rossbach bis Jena und Auerstedt; ein Beitrag zur Geschichte des preussischen Heeres. Berlin, 1906.
- Von Jena bis Pr. Eylau, des alten preussischen Heeres Schmach und Ehrenrettung; eine kriegsgeschichtliche Studie von Colmar Frhr. v. d. Goltz. Berlin, 1907.
- Jung-Deutschland; ein Beitrag zur Frage der Jugendpflege. Berlin, 1911.
- Kriegsgeschichte Deutschlands im neunzehnten Jahrhundert. Berlin, 1910-1912.
- 1813; Blücher und Bonaparte, von Feldmarschall Frhn. v. d. Goltz.. Stuttgart and Berlin, 1913.